# Gestreept steilkopje
Het gestreept steilkopje (Cryptocephalus vittatus) is een keversoort uit de familie bladkevers (Chrysomelidae). De wetenschappelijke naam van de soort werd in 1775 gepubliceerd door Johann Christian Fabricius.